# Herbert Aptheker
Herbert Aptheker (* 31. Juli 1915 in Brooklyn, New York, NY, USA; † 17. März 2003 in Mountain View, Kalifornien) war ein international bekannter US-amerikanischer Historiker und marxistischer politischer Aktivist. Er schrieb über 50 Bücher, vor allem auf dem Gebiet der Geschichte der Afroamerikaner und der Geschichte der USA im Allgemeinen. Dazu zählen seine zum Klassiker gewordene Dissertation American Negro Slave Revolts und die dreibändige Documentary History of the Negro People. Seit den 1930ern war er eine prominente Figur in der akademischen Welt.

## Leben
Er wurde in Brooklyn als jüngstes Kind einer wohlhabenden Familie geboren und studierte an der Columbia University. 1932, im Alter von 16 Jahren, begleitete er seinen Vater auf einer Geschäftsreise nach Alabama. Dort war er von der Realität der Jim-Crow-Gesetze im Süden entsetzt. Nach seiner Rückkehr nach Brooklyn schrieb er einen Artikel für seine Schulzeitung über die Dark Side of The South.
Sechs Jahre später, nach seinem Abschluss an der Columbia University, ging er zurück in den Süden, um als educational worker für die Gewerkschaft „Food and Tobacco Workers Union“ zu arbeiten. Kurz danach diente er als Sekretär des Abolish Peonage Committee. Peons oder „Sharecropper“, von denen die große Mehrheit Afroamerikaner waren, waren durch Schulden bei den Plantagenbesitzern an die Plantagen gebunden. Abgesehen von der juristischen Form und dem Namen wurde so praktisch die Sklaverei in der Zeit nach dem Sezessionskrieg aufrechterhalten.
1939 führten Apthekers akademische und politische Anliegen und sein Interesse an der afroamerikanischen Geschichte und am Kampf gegen den Rassismus ihn dazu, der Kommunistischen Partei der USA beizutreten, da diese Partei unter allen Parteien damals am entschiedensten für die volle ökonomische, soziale und politische Gleichheit der Afroamerikaner eintrat. Während des Zweiten Weltkriegs war Aptheker bei der Armee. Er nahm an der Operation Overlord teil und hatte bis 1945 den Rang eines Majors in der Artillerie erreicht.
Apthekers Master-Arbeit war eine Studie über Nat Turners Revolte in Virginia (1831) und legte die Grundlagen für zukünftige Studien über Sklavenaufstände. Aptheker stellte Nat Turners Heroismus heraus und zeigte, wie diese Revolte in den Ausbeutungsbedingungen des Systems der Sklaverei wurzelte. Seine Dissertation American Negro Slave Revolts wurde zuerst 1943 veröffentlicht. Durch seine Arbeit in den Archiven und Bibliotheken des Südens entdeckte Aptheker über 250 ähnliche Ereignisse. Die Arbeit bleibt ein Meilenstein in der Geschichte des Südens und der Sklaverei.
Er kritisierte rassistische Schriften, besonders die des in Georgia geborenen Historikers UB Phillips, der Afroamerikaner als kindlich, minderwertig und unzivilisiert hinstellte, die Sklaverei zu einer wohltätigen Institution verklärte und die Erhaltung des südlichen Plantagensystems verteidigte. Solche Werke stellten den Konsens auf diesem Gebiet dar, bevor Apthekers Arbeit diesen zerstörte.
Aptheker hob W.E.B. Du Bois’ Beiträge zur Sozialwissenschaft und seinem Kampf für die Afroamerikaner hervor und sah sich selbst als Protegé von Du Bois.
In den 1950ern war Aptheker ein Opfer des McCarthyismus und konnte ein Jahrzehnt lang keine Arbeit an einer Universität finden. In den 1960ern und 1970ern war er einige Jahre Exekutivdirektor des American Institute For Marxist Studies.
Er war ein entschiedener Kritiker des Vietnamkriegs und hielt dazu viele Vorträge auf den Campus vieler Colleges. Aptheker sah das Engagement der USA in Vietnam als Aggressionskrieg gegen eine ausgebeutete Bauernschaft, die entschlossen war, ihre Unabhängigkeit und die Kontrolle über ihr Land zu gewinnen. Er sah viele Parallelen zwischen den Sklaven in den Südstaaten, den späteren Sharecroppern und der vietnamesischen Arbeiterklasse und Bauernschaft, aus der sich die Guerilla-Kämpfer der National Liberation Front (international als „Viet Cong“ bekannt) überwiegend rekrutierten.
Aptheker gehörte von 1957 bis 1991 dem Nationalkomitee der Kommunistischen Partei der USA (CPUSA) an. Aptheker und die C-USA vertraten die Ansicht, dass seine Entscheidung, die Partei zu verlassen, eher äußeren Rücksichten als einer Ablehnung der Parteilinie entsprachen.
Aptheker starb 2003 im Alter von 87 Jahren. Seine Tochter Bettina Aptheker ist Professorin für „Women's studies“ an der University of California, Santa Cruz.